# .int
.int — общий домен верхнего уровня для международных организаций.
Название происходит от слова англ. international («международный»), которое характеризует его использование в международных организациях и в целях, связанных с договорами. Впервые этот домен использовала НАТО, которой ранее был присвоен домен верхнего уровня .nato.
В соответствии с политикой Управления по присвоению номеров в Интернете (IANA), основанной на RFC 1591, sTLD int зарезервирован для международных договорных организаций, агентств ООН, а также организаций, имеющих статус наблюдателя в ООН. Считается, что int имеет самую строгую политику применения среди всех TLD, поскольку это означает, что владелец является субъектом международного права. По этой причине процедура подачи заявки требует от заявителя предоставить доказательства того, что он действительно основан на договоре, указав регистрационный номер договора Организации Объединённых Наций и что он имеет независимый правовой статус.